# گرماب بالا (شاهرود)
گرماب بالا یک روستا در ایران است که در دهستان خوارتوران شهرستان شاهرود واقع شده‌است.